# Lætitia Kamba
Lætitia Kamba (10 de janeiro de 1987) é uma basquetebolista profissional francesa.

## Carreira
Lætitia Kamba integrou a Seleção Francesa de Basquetebol Feminino, na Rio 2016, ficando na quarta coloação.